# Еміл Андрєєв
Еміл Андрєєв (болг. Емил Андреев; *1 вересня 1956, Лом) — сучасний болгарський письменник, драматург і сценарист

## Біографія
Народився 1 вересня 1956 року в місті Лом. Закінчив курс англійської мови та журналістики в Великотирновському університету імені Св. Кирилла та Св. Мефодія. Працював вчителем в гімназії, редактором в різних газетах (головний редактор «Ломського вісника» та «Шершня»), перекладач та редактор у фірмі по перекладу фільмів «Болгарський текст», викладач англійської мови на богословському факультеті Софійського університету Святого Климента Охридського. З 2001 всеціло присвятив себе письменницькій діяльності.
Еміл Андрєєв живе в Софії, але більшу частину року проводить в столітньому будинку в одному з прибалканських сіл, де може у спокої писати.

## Творчість
Роман Еміла Андреева «Скляна ріка» є однією з найбільш продаваних книг в Болгарії. Одгоіменний фільм знятий за романом був презентований широкій публіці в 2010 році на Софійському кінофестивалі. Режисер фільму Станімір Трифонов залучив до зйомок фільму найпопулярніших болгарських акторів. В 2011 році фільм було перекладено на румунську мову.
Твори Еміла Андреева перекладено на англійську, польську, румунську, сербську, словацьку та українську мови. Його п'єси ставлять в багатьох театрах Болгарії, в тому числі в Театрі сатири в Софії. Еміл Андрєєв був одним з сценаристів серіалу «Під прикриттям», що транслювався по БНТ.

### Романи
- Стъклената река. София: Изток-Запад и Факел, 2004, 272 с. (ISBN 9544111123)
- Стъклената река. 2 изд. Велико Търново: Фабер, 2004 (ISBN 954-775-525-0)
- Проклятието на жабата, София: Сиела, 2006 (ISBN 954-649-992-7)[3]
- Лудият Лука. Велико Търново: Фабер, 2010 (ISBN 978-954-400-236-7)

### Збірки оповідань
- Снимка на второто българско издание на «Ломски разкази» на Емил Андреев в среда
- Ломски разкази. София: Свободно поетическо общество, 1996, 124 с.
- Ломски разкази. 2 изд. Велико Търново: Фабер, 2006, 192 с. (ISBN 9547755900)
- Късен сецесион: Из показанията на един свидетел, София: Свободно поетическо общество, 1998
- Островът на пияниците. София: Факел, 1999 (ISBN 954-411-060-7)

### Обрані п'єси
- Да убиеш премиер, 2002
- Иманяри, 2003
- Вълшебната лодка на Жъц, 2007

### Перекладені твори
- на румунську мову: «Râul de sticlă» (Скляна ріка), Humanitas, 2011.

### Українські переклади
- Скляна ріка. Переклад з болгарської Надії Миськів. Київ, Темпора, 2015. — 436 с. ISBN 978-617-569-245-5

## Нагороди
- Літературна премія імені Ірини Вільде (2016) — за детективний роман «Скляна ріка»[3]